# Complejo apartamental de Changjon

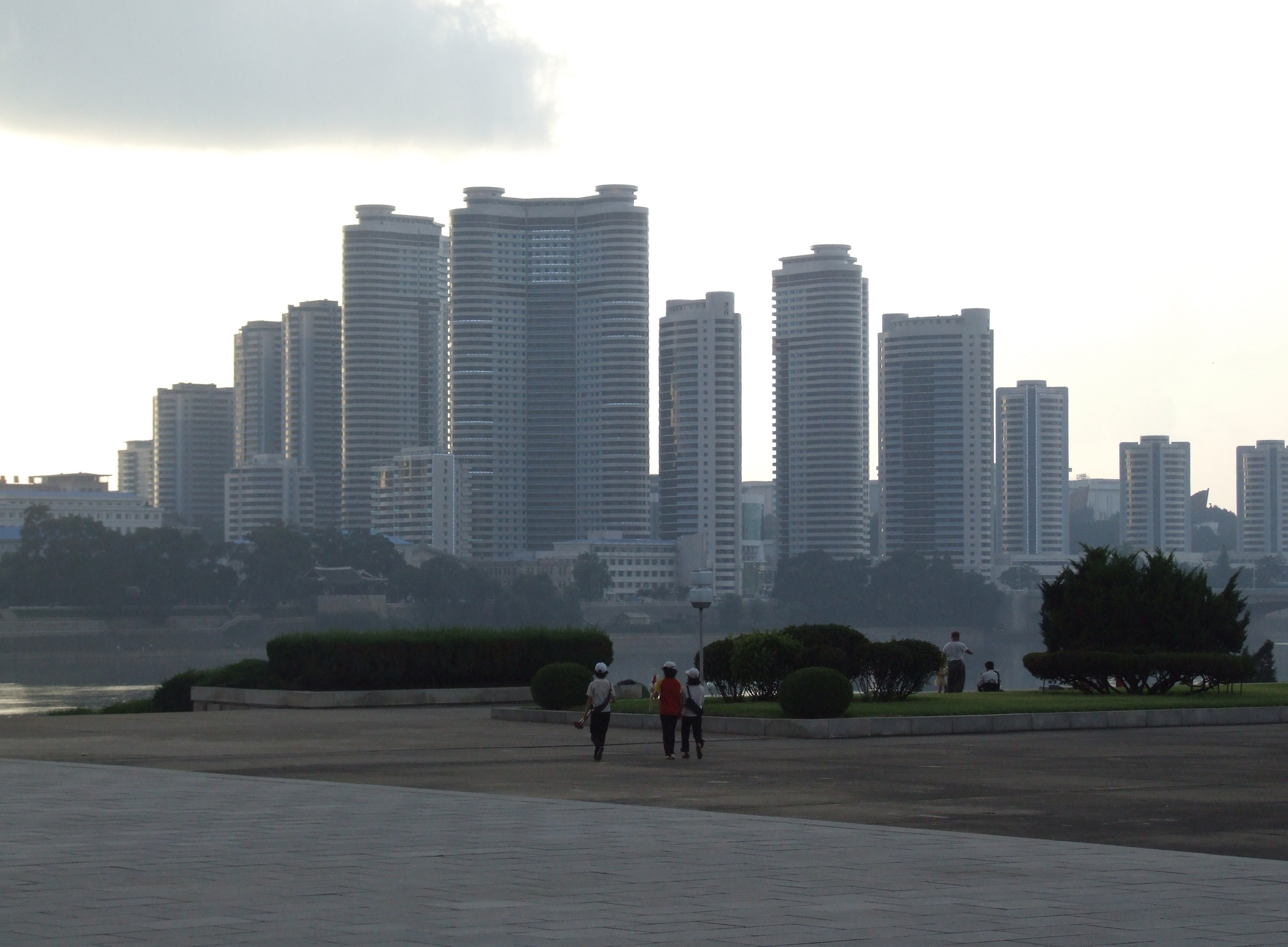
Vista desde la Torre Juche hasta el complejo de apartamentos de la calle Changjon

El complejo apartamental de Changjon es un conjunto de rascacielos que fue construido en 2011 y finalizado en 2013, se localiza en Pyongyang, Corea del Norte. Fue ideado por un centro de innovación y bajo el Gobierno Kim Jong-un. 

## Finalización
Al finalizar la construcción se celebró una felicitación a la construcción de nuevos hogares para la población de Pyongyang, al finalizar la celebración el líder Kim Jong-un decidió ver la estructura de los apartamentos y visitar a los nuevos residentes de los nuevos apartamentos

## Construcción
- Datos: Q30899464